# أل كوتس
أل كوتس هو مسير رياضي كندي، ولد في 3 ديسمبر 1945 في Listowel, Ontario ‏ في كندا.